# النادرة (المخادر)

تعديل مصدري - تعديل

النادرة محلة تابعة لقرية المحرث، التابعة لعزلة السحول بمديرية المخادر إحدى مديريات محافظة إب في الجمهورية اليمنية، بلغ تعداد سكانها 135 حسب تعداد اليمن لعام 2004.